# Pyton królewski
Pyton królewski (Python regius) – gatunek węża z rodziny pytonów (Pythonidae), jeden z mniejszych przedstawicieli rodziny. Dość często spotykany w hodowlach terraryjnych, również w Polsce. Popularny głównie ze względu na ciekawe ubarwienie, stosunkowo niewielkie rozmiary, względną łatwość hodowli.
OpisTypowe ubarwienie obejmuje brązowe i ciemnobrązowe plamy upstrzone jasnobrązowymi wzorami. Wzdłuż pyska, od nozdrzy po oko, ciągnie się żółta linia. Spód ciała przeważnie biały (w odcieniu kości słoniowej). Samice większe od samców, ponadto cechują je dłuższe pyski; różnice te nie są widoczne u młodych. Wyhodowano liczne odmiany barwne ok. 7000, między innymi: Mojave, Lesser, Fire, Ghost, Pastel, Albino, Yellow Belly, Phantom, Banana, Spider, Pinstripe, Axanthic, Piebald, Cinnamon, Chocolate, Champagne, Enchi, GHI.
RozmiaryOsiąga ok. 1,5 m długości i masę ok. 2 kg.
BiotopPytony królewskie występują na terenach głównie nizinnych. Zamieszkują różnorodne środowiska – od trawiastej i zakrzewionej sawanny, przez suchsze i zakrzewione obszary lasów deszczowych po, sporadycznie, obszary podmokłe.
PokarmPtaki i gryzonie. W warunkach hodowli terraryjnej zjada głównie myszy, szczury, chomiki, myszoskoczki, młode kurczęta. Osobniki pochodzące z odłowu mogą niekiedy sprawiać pewne trudności z przyjmowaniem pokarmu. Problem ten rzadziej dotyczy węży urodzonych w niewoli. Wśród osobników odłowionych często spotyka się różnego rodzaju infekcje układu pokarmowego.
ZachowanieWiększość czasu za dnia spędzają na ziemi lub w norach. Aktywne są głównie nocą, wtedy też większość czasu spędzają na drzewach, szczególnie samce. Gdy czują się zagrożone, zestresowane lub przestraszone zwijają się w kulkę dlatego w USA noszą nazwę Ball Python – czyli pyton kulkowy.
RozmnażanieOkres składania jaj przypada zwykle na drugą połowę pory suchej – od lutego do początku kwietnia. Samica składa zwykle 5-6 jaj (ogółem 1–11), które ochrania poprzez zawinięcie się wokół nich. Po około 58–70 dniach lęgną się 25–43 centymetrowe młode o masie 65–203 g. W naturze żyją do 10 lat.
WystępowanieAfryka Zachodnia i Środkowa, od Senegalu i Sierra Leone po południowo-wschodni Sudan i północno-zachodnią Ugandę; odnotowany w 19 państwach. Rozmieszczenie jest nieregularne.
OchronaWedług IUCN pyton królewski to gatunek bliski zagrożenia (NT, Near Threatened). Gatunek chroniony międzynarodową konwencją CITES oraz odpowiednimi przepisami Unii Europejskiej. Według informacji z 2015, gatunek szczególnie zagrożony był wówczas w Beninie, gdzie – zdaniem autorów – należałoby mu nadać status zagrożonego. Występował głównie na obszarach objętych czcią, jako że były lepiej chronione i niedostępne. W latach 2000–2013 osobniki na eksport pochodziły głównie z Beninu, Togo i Ghany; nie wiadomo jednak, ile z nich pochodziło z niewoli, a ile odłowiono na wolności ze względu na fałszowanie danych przez handlarzy. Zgodnie z ustawą o ochronie przyrody wymaga rejestracji.